# Sven Olof Asplund

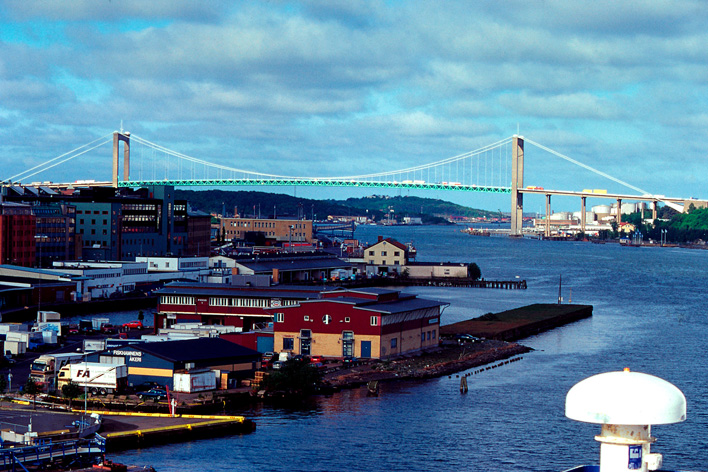
Älfsborgsbron

Sven Olof Asplund (* 16. Juni 1902 in Skön bei Sundsvall; † 8. Juli 1984 in Göteborg) war ein schwedischer Bauingenieur.

## Leben
Asplund studierte Bauingenieurwesen an der Königlich Technischen Hochschule (KTH) in Stockholm und war 1925 bis 1931 in den USA als Ingenieur im Brückenbau (Melan Arch Bridge Construction Comp., American Bridge Company, Robinson & Steinman in New York). Danach hatte er ein Ingenieurbüro in Örebro, in dem er vor allem kleine und mittlere (teilweise temporäre) Hängebrücken für die vielen Wasserkraftwerke in Norrland plante, aber auch Wohnhäuser und Industriegebäude. 1943 wurde er an der KTH promoviert mit einer Arbeit über die Anwendung Greenscher Funktionen auf das nichtlineare Problem der Biegungstheorie von Hängebrücken. 1949 bis zur Emeritierung 1967 war er Professor für Brückenbau an der Technischen Hochschule Chalmers in Göteborg. 1954 übernahm er auch vom verstorbenen Sven Hultin den Lehrstuhl für Baustatik.
Er machte sich um die Matrizenformulierung der Baustatik und deren Implementierung auf dem Computer verdient. Als sich die Anschaffung eines Mainframe-Computers an der Universität verzögerte, kaufte er sich selbst einen und befasste sich mit Enthusiasmus mit der damals in Schweden neuen Technik. Viele seiner Studenten arbeiteten später als Programmierer. Mit der Matrizenmethode hatte er schon zuvor Pfahlgruppen behandelt. 1966 veröffentlichte er über die Matrizenmethode eine Monographie.
Er war mehrfach Gastprofessor in den USA.
Zu seinen Brückenprojekten gehört die Älvsborgsbron von 418 m Spannweite (eröffnet 1966). Als sie eröffnet wurde, hatte er sein Ingenieurbüro (Asplund) schon an sieben seiner Mitarbeiter übergeben.

## Schriften
- On the Deflection Theory of suspension Bridges. Stockholm 1945
- Generalized Elastic Theory for Pile Groups. In: F. Stüssi, P. Lardy (Hrsg.): Proc. IABSE, Band 16, Zürich 1956, S. 1–22.
- Column-Beams and suspension bridges analyzed by ‘Green’s matrix’. Gumperts, Göteborg 1958
- An unified Analysis of indeterminate structures. Gumperts, Göteborg 1961
- Practical Calculation of suspension bridges. Gumperts, Göteborg 1963
- Structural Mechanics: classical and matrix methods. Prentice-Hall, 1965